# Isometrum
Isometrum es un género con 14 especies de plantas  perteneciente a la familia Gesneriaceae. Es originario de China (Sichuan, Gansu, Hubei, Shaanxi).

## Descripción
Son plantas perennes herbáceas con roseta y corto rizoma vertical. Las hojas sésiles o pecioladas, simples o pinnadas, usualmente peludas a ambos lados. Las inflorescencias en cimas con pocas a varias flores, pedunculadas, bractéolas 2,pequeñas. Sépalos libres hasta la base, iguales de tamaño. Corola tubular o campanulada, de color púrpura pálido o azul púrpura. El fruto es una cápsula cilíndrica u oblanceolada, glabra o pubescente.

## Taxonomía
El género fue descrito por William Grant Craib y publicado en Notes from the Royal Botanic Garden, Edinburgh 11(55): 250. 1920.
Etimología
Isometrum: nombre genérico que deriva de las palabras griegas  ίσος, isos = "igual", y μετρον, metron = medida, dimensión, tamaño. El nombre alude a la igualdad de los lóbulos de la corola.

## Especies seleccionadas
- Isometrum crenatum K.Y.Pan
- Isometrum eximium Chun ex K.Y.Pan
- Isometrum fargesii (Franch.) B.L.Burtt
- Isometrum farreri Craib
- Lista de especies